# Władimir Łoginowski
Władimir Łoginowski (ur. 8 października 1985 w Pietropawłowsku) – kazachski piłkarz, grający w klubie FK Astana. Występuje na pozycji bramkarza. Rozegrał dwa mecze w reprezentacji narodowej.